# Клячин Василь Петрович
Василь Клячин (квітень 1858, Кременчук — дата і місце смерті невідомі) — історик, приват-доцент Київського університету; статський радник.

## Біографія
У 1878 році зі срібною медаллю закінчив Полтавську гімназію, в 1884-му — історико-філологічний факультет Київського університету зі ступенем кандидата. Працював помічником бібліотекаря в університеті (1884—1895), склав магістерський іспит із загальної історії.
З 1892—1895 роках як приват-доцент читав в університеті спеціальні курси з нової історії. У 1894—1909 роках працював учителем історії в колегії Ґалаґана (з 1895-го — також і вихователем); одночасно читав лекції в жіночому інституті, жіночої гімназії Крюгер і на вищих жіночих курсах Жекуліної.
З 1909 році викладав історію в Першій київській гімназії.

## Обрані праці
- Клячин В. П. Дві пробні лекції, чит. 4 і 6 жовтня 1890 року в Університеті св. Володимира для отримання звання приват-доцента по загальній історії: 1. Боротьба канцлера Мопу з французькими парламентами за царювання Людовика XV; 2. Турські генеральні штати 1483 року і їхнє значення в історії французьких представницьких установ. — [Київ]: тип. Ун-ту св. Володимира Київ. від. т-ва печ. справи і торг. І. Н. Кушнерев і К°, в Москві, 1890. — 2 + 50 с. — (З «Унів. Ізв.» 1890 р.).
- Клячин В. П. Значення дореволюційної епохи історії Франції в XVIII ст.: Вступ. лекція. — Київ: тип. Ун-ту св. Володимира (В. Завадського), 1893. — 2 + 23 с.
- Клячин В. П. Політичні збори і організація політичних кальвіністів у Франції в XVI ст. — Київ: Унів. тип., 1888. — 2 + 6 + 335 + 3 с.
- Клячин В. П. Полтавська битва в зв'язку з Північною війною: [Лекція, чит. в колегії П. Галагана 28 Квітня. 1909]. — Київ: тип. С. В. Кульженко, 1909. — 2 + 61 с.
- Клячин В. П. Ранній німецький гуманізм і просвітництво в Німеччині в XV ст.: Мова, вимовив. на торжеств. акті Колегії 1 Жовтня. 1895. — Київ: тип. І. І. Чоколова, 1895. — 23 с.
- Клячин В. П. Трьохсотріччя з дня зняття облоги Троїце-Сергієвої лаври: Мова, вимовив. на ювілей. святкуванні 300-річчя зняття облоги Троїце-Сергієв. лаври, що відбувалося в Київ. 1 гімназії. — Київ: тип. С. В. Кульженко, 1910. — 37 с.

## Відгуки
Клячин був знавець Французької революції… Іноді його мова піднімалася до такого пафосу, ніби він говорив не в класі, а з трибуни Конвенту. Він був живим анахронізмом і разом з тим самим передовою людиною з наших вчителів.
— К. Г. Паустовський